# Fotbal na Letních olympijských hrách 1988
Fotbalový turnaj na Letních olympijských hrách 1988 byl 17. oficiální fotbalový turnaj konaný na olympijských hrách. Vítězem se stala sovětská fotbalová reprezentace.

## Kvalifikace
Hlavní článek: Kvalifikace na fotbalový turnaj na Letních olympijských hrách 1988
| - Afrika (CAF) - Nigérie - Tunisko - Zambie - Asie (AFC) - Čína - Irák - Severní, Střední Amerika a Karibik (CONCACAF) - Guatemala (nahradila Mexiko) - USA - Jižní Amerika (CONMEBOL) - Argentina - Brazílie |  | - Evropa (UEFA) - Itálie - Švédsko - Sovětský svaz - SRN - Jugoslávie - Oceánie (OFC) - Austrálie - Hostitel - Jižní Korea |

## Základní skupiny

### Skupina A
| Tým     | Z | V | R | P | VG | IG | +/- | B |
| ------- | - | - | - | - | -- | -- | --- | - |
| Švédsko | 3 | 2 | 1 | 0 | 6  | 3  | +3  | 5 |
| SRN     | 3 | 2 | 0 | 1 | 8  | 3  | +5  | 4 |
| Tunisko | 3 | 0 | 2 | 1 | 3  | 6  | -3  | 2 |
| Čína    | 3 | 0 | 1 | 2 | 0  | 5  | -5  | 1 |

| 17. září 1988 17:00 |        |                          |                                                                                     |
| Čína                | 0 : 3  | SRN                      | Busan Gudeok Stadium, Pusan diváci: 24 000 rozhodčí: Juan De San Vicente Cardellino |
|                     | Report | Wuttke 31' Mill 60', 89' | Busan Gudeok Stadium, Pusan diváci: 24 000 rozhodčí: Juan De San Vicente Cardellino |

| 17. září 1988 19:00     |        |                              |                                                                              |
| Švédsko                 | 2 : 2  | Tunisko                      | Občanský stadion Daegu, Tegu diváci: 20 000 rozhodčí: Edgardo Mendez Codesal |
| Thern 44' Hellström 45' | Report | Dhiab 16' Maaloul 43' (pen.) | Občanský stadion Daegu, Tegu diváci: 20 000 rozhodčí: Edgardo Mendez Codesal |

| 19. září 1988 17:00 |        |                                                  |                                                                    |
| Tunisko             | 1 : 4  | SRN                                              | Busan Gudeok Stadium, Pusan diváci: 14 000 rozhodčí: Keith Hackett |
| Maaloul 26' (pen.)  | Report | Grahammer 4' Fach 50' Mill 55' Wuttke 75' (pen.) | Busan Gudeok Stadium, Pusan diváci: 14 000 rozhodčí: Keith Hackett |

| 19. září 1988 19:00 |        |                        |                                                                   |
| Čína                | 0 : 2  | Švédsko                | Občanský stadion Daegu, Tegu diváci: 17 000 rozhodčí: Badara Séne |
|                     | Report | Lönn 19' Hellström 42' | Občanský stadion Daegu, Tegu diváci: 17 000 rozhodčí: Badara Séne |

| 21. září 1988 17:00 |        |         |                                                                         |
| Čína                | 0 : 0  | Tunisko | Busan Gudeok Stadium, Pusan diváci: 17 000 rozhodčí: Lennox Sirjuesingh |
|                     | Report |         | Busan Gudeok Stadium, Pusan diváci: 17 000 rozhodčí: Lennox Sirjuesingh |

| 21. září 1988 19:00   |        |            |                                                                          |
| Švédsko               | 2 : 1  | SRN        | Občanský stadion Daegu, Tegu diváci: 17 000 rozhodčí: Kurt Röthlisberger |
| Engqvist 64' Lönn 85' | Report | Walter 60' | Občanský stadion Daegu, Tegu diváci: 17 000 rozhodčí: Kurt Röthlisberger |

### Skupina B
| Tým       | Z | V | R | P | VG | IG | +/- | B |
| --------- | - | - | - | - | -- | -- | --- | - |
| Zambie    | 3 | 2 | 1 | 0 | 10 | 2  | +8  | 5 |
| Itálie    | 3 | 2 | 0 | 1 | 7  | 6  | +1  | 4 |
| Irák      | 3 | 1 | 1 | 1 | 5  | 4  | +1  | 3 |
| Guatemala | 3 | 0 | 0 | 3 | 2  | 12 | -10 | 0 |

| 17. září 1988                                                    |        |                           |                                                                          |
| Itálie                                                           | 5 : 2  | Guatemala                 | Stadion Gwangju Mudeung, Kwangdžu diváci: 12 000 rozhodčí: Shizuo Takada |
| Carnevale 3' Evani 11' Paolo Virdis 34' Ferrara 38' Desideri 75' | Report | Castañeda 7' Paniagua 79' | Stadion Gwangju Mudeung, Kwangdžu diváci: 12 000 rozhodčí: Shizuo Takada |

| 17. září 1988             |        |                           |                                                                            |
| Zambie                    | 2 : 2  | Irák                      | Stadion Daejeon Hanbat, Tedžon diváci: 29 600 rozhodčí: Jesús Díaz Palacio |
| Nyirenda 44' K.Bwalya 66' | Report | Rází 36' (pen.) Alahi 71' | Stadion Daejeon Hanbat, Tedžon diváci: 29 600 rozhodčí: Jesús Díaz Palacio |

| 19. září 1988                       |        |        |                                                                         |
| Zambie                              | 4 : 0  | Itálie | Stadion Gwangju Mudeung, Kwangdžu diváci: 9 800 rozhodčí: Keith Hackett |
| K.Bwalya 40', 55', 90' J.Bwalya 63' | Report |        | Stadion Gwangju Mudeung, Kwangdžu diváci: 9 800 rozhodčí: Keith Hackett |

| 19. září 1988                            |        |           |                                                                             |
| Irák                                     | 3 : 0  | Guatemala | Stadion Daejeon Hanbat, Tedžon diváci: 23 500 rozhodčí: Jean-Fidèle Diramba |
| Rází 57' Taufek 67' Mazariegos 77' (vl.) | Report |           | Stadion Daejeon Hanbat, Tedžon diváci: 23 500 rozhodčí: Jean-Fidèle Diramba |

| 21. září 1988                      |        |           |                                                                                     |
| Zambie                             | 4 : 0  | Guatemala | Stadion Gwangju Mudeung, Kwangdžu diváci: 9 000 rozhodčí: Jassim Abdul-Rahman Mandi |
| Makinka 53', 85' K.Bwalya 79', 82' | Report |           | Stadion Gwangju Mudeung, Kwangdžu diváci: 9 000 rozhodčí: Jassim Abdul-Rahman Mandi |

| 21. září 1988 |        |                          |                                                                           |
| Irák          | 0 : 2  | Itálie                   | Stadion Daejeon Hanbat, Tedžon diváci: 13 000 rozhodčí: Hernán Silva Arce |
|               | Report | Rizzitelli 59' Mauro 63' | Stadion Daejeon Hanbat, Tedžon diváci: 13 000 rozhodčí: Hernán Silva Arce |

### Skupina C
| Tým           | Z | V | R | P | VG | IG | +/- | B |
| ------------- | - | - | - | - | -- | -- | --- | - |
| Sovětský svaz | 3 | 2 | 1 | 0 | 6  | 3  | +3  | 5 |
| Argentina     | 3 | 1 | 1 | 1 | 4  | 4  | 0   | 3 |
| Jižní Korea   | 3 | 0 | 2 | 1 | 1  | 2  | -1  | 2 |
| USA           | 3 | 0 | 2 | 1 | 3  | 5  | -2  | 2 |

| 18. září 1988 |        |               |                                                                    |
| Jižní Korea   | 0 : 0  | Sovětský svaz | Busan Gudeok Stadium, Pusan diváci: 30 000 rozhodčí: Tullio Lanese |
|               | Report |               | Busan Gudeok Stadium, Pusan diváci: 30 000 rozhodčí: Tullio Lanese |

| 18. září 1988    |        |                                 |                                                                       |
| USA              | 1 : 1  | Argentina                       | Občanský stadion Daegu, Tegu diváci: 18 500 rozhodčí: Jamal Al Sharif |
| Windischmann 78' | Report | Carlos Alfaro Moreno 83' (pen.) | Občanský stadion Daegu, Tegu diváci: 18 500 rozhodčí: Jamal Al Sharif |

| 20. září 1988 |        |     |                                                                    |
| Jižní Korea   | 0 : 0  | USA | Busan Gudeok Stadium, Pusan diváci: 22 000 rozhodčí: Baba Laouissi |
|               | Report |     | Busan Gudeok Stadium, Pusan diváci: 22 000 rozhodčí: Baba Laouissi |

| 20. září 1988                   |        |                                   |                                                                     |
| Argentina                       | 1 : 2  | Sovětský svaz                     | Občanský stadion Daegu, Tegu diváci: 25 000 rozhodčí: Gérard Biguet |
| Carlos Alfaro Moreno 77' (pen.) | Report | Dobrovolskij 7' Mychajlyčenko 22' | Občanský stadion Daegu, Tegu diváci: 25 000 rozhodčí: Gérard Biguet |

| 22. září 1988   |        |                                           |                                                                      |
| Jižní Korea     | 1 : 2  | Argentina                                 | Busan Gudeok Stadium, Pusan diváci: 30 000 rozhodčí: Chris Bambridge |
| Noh Soo-Jin 14' | Report | Carlos Alfaro Moreno 3' Néstor Fabbri 73' | Busan Gudeok Stadium, Pusan diváci: 30 000 rozhodčí: Chris Bambridge |

| 22. září 1988        |        |                                                              |                                                                            |
| USA                  | 2 : 4  | Sovětský svaz                                                | Občanský stadion Daegu, Tegu diváci: 20 000 rozhodčí: Arnaldo Cézar Coelho |
| Goulet 65' Doyle 85' | Report | Mychajlyčenko 7', 48' Narbekovas 19' Dobrovolskij 45' (pen.) | Občanský stadion Daegu, Tegu diváci: 20 000 rozhodčí: Arnaldo Cézar Coelho |

### Skupina D
| Tým        | Z | V | R | P | VG | IG | +/- | B |
| ---------- | - | - | - | - | -- | -- | --- | - |
| Brazílie   | 3 | 3 | 0 | 0 | 9  | 1  | +8  | 6 |
| Austrálie  | 3 | 2 | 0 | 1 | 2  | 3  | -1  | 4 |
| Jugoslávie | 3 | 1 | 0 | 2 | 4  | 4  | 0   | 2 |
| Nigérie    | 3 | 0 | 0 | 3 | 1  | 8  | -7  | 0 |

| 18. září 1988 |        |            |                                                                                |
| Austrálie     | 1 : 0  | Jugoslávie | Stadion Gwangju Mudeung, Kwangdžu diváci: 12 000 rozhodčí: Juan Carlos Loustau |
| Farina 48'    | Report |            | Stadion Gwangju Mudeung, Kwangdžu diváci: 12 000 rozhodčí: Juan Carlos Loustau |

| 18. září 1988                        |        |         |                                                                       |
| Brazílie                             | 4 : 0  | Nigérie | Stadion Daejeon Hanbat, Tedžon diváci: 29 512 rozhodčí: Vincent Mauro |
| Edmar 59' Romário 74' 84' Bebeto 86' | Report |         | Stadion Daejeon Hanbat, Tedžon diváci: 29 512 rozhodčí: Vincent Mauro |

| 20. září 1988 |        |                                     |                                                                      |
| Nigérie       | 1 : 3  | Jugoslávie                          | Stadion Daejeon Hanbat, Tedžon diváci: 24 000 rozhodčí: Choi Gil-soo |
| Yekini 88'    | Report | Stojković 35', 67' Šabanadžović 49' | Stadion Daejeon Hanbat, Tedžon diváci: 24 000 rozhodčí: Choi Gil-soo |

| 20. září 1988 |        |                       |                                                                         |
| Austrálie     | 0 : 3  | Brazílie              | Olympijský stadion, Soul diváci: 15 000 rozhodčí: Karl-Heinz Tritschler |
|               | Report | Romário 20', 57', 61' | Olympijský stadion, Soul diváci: 15 000 rozhodčí: Karl-Heinz Tritschler |

| 22. září 1988             |        |                  |                                                                       |
| Brazílie                  | 2 : 1  | Jugoslávie       | Stadion Daejeon Hanbat, Tedžon diváci: 31 200 rozhodčí: Alexej Spirin |
| André Cruz 25' Bebeto 56' | Report | Šabanadžović 69' | Stadion Daejeon Hanbat, Tedžon diváci: 31 200 rozhodčí: Alexej Spirin |

| 22. září 1988 |        |         |                                                                      |
| Austrálie     | 1 : 0  | Nigérie | Olympijský stadion, Soul diváci: 12 800 rozhodčí: Michał Listkiewicz |
| Kosmina 75'   | Report |         | Olympijský stadion, Soul diváci: 12 800 rozhodčí: Michał Listkiewicz |

## Play off

### Čtvrtfinále
| 25. září 1988 |                |                             |                                                                     |
| Švédsko       | 1 : 2 (prodl.) | Itálie                      | Občanský stadion Daegu, Tegu diváci: 11 000 rozhodčí: Gérard Biguet |
| Hellström 84' | Report         | Paolo Virdis 50' Crippa 98' | Občanský stadion Daegu, Tegu diváci: 11 000 rozhodčí: Gérard Biguet |

| 25. září 1988                                                 |        |           |                                                                                    |
| Sovětský svaz                                                 | 3 : 0  | Austrálie | Busan Gudeok Stadium, Pusan diváci: 7 000 rozhodčí: Juan De San Vicente Cardellino |
| Dobrovolskij 50' (pen.), 54' (pen.) Oleksij Mychajlyčenko 62' | Report |           | Busan Gudeok Stadium, Pusan diváci: 7 000 rozhodčí: Juan De San Vicente Cardellino |

| 25. září 1988                             |        |        |                                                                              |
| SRN                                       | 4 : 0  | Zambie | Stadion Gwangju Mudeung, Kwangdžu diváci: 8 000 rozhodčí: Jesús Díaz Palacio |
| Funkel 18' (pen.) Klinsmann 34', 43', 89' | Report |        | Stadion Gwangju Mudeung, Kwangdžu diváci: 8 000 rozhodčí: Jesús Díaz Palacio |

| 25. září 1988 |        |           |                                                                      |
| Brazílie      | 1 : 0  | Argentina | Olympijský stadion, Soul diváci: 21 800 rozhodčí: Kurt Röthlisberger |
| Geovani 76'   | Report |           | Olympijský stadion, Soul diváci: 21 800 rozhodčí: Kurt Röthlisberger |

### Semifinále
| 27. září 1988                   |                |                                                    |                                                                      |
| Itálie                          | 2 : 3 (prodl.) | Sovětský svaz                                      | Busan Gudeok Stadium, Pusan diváci: 10 000 rozhodčí: Jamal Al Sharif |
| Paolo Virdis 50' Carnevale 108' | Report         | Dobrovolskij 78' Narbekovas 92' Mychajlyčenko 106' | Busan Gudeok Stadium, Pusan diváci: 10 000 rozhodčí: Jamal Al Sharif |

| 27. září 1988 |                |             |                                                                 |
| SRN           | 1 : 1 (prodl.) | Brazílie    | Olympijský stadion, Soul diváci: 65 000 rozhodčí: Keith Hackett |
| Fach 50'      | Report         | Romário 79' | Olympijský stadion, Soul diváci: 65 000 rozhodčí: Keith Hackett |

|                                                 |       | Penaltový rozstřel                              |  |
| Janssen Klinsmann Kleppinger Holger Fach Wuttke | 2 : 3 | Joao Paulo Luis Carlos Winck Romário Andre Cruz |  |

### O 3. místo
| 30. září 1988 |        |                                           |                                                                       |
| Itálie        | 0 : 3  | SRN                                       | Olympijský stadion, Soul diváci: 61 000 rozhodčí: Juan Carlos Loustau |
|               | Report | Klinsmann 5' Kleppinger 18' Schreier 103' | Olympijský stadion, Soul diváci: 61 000 rozhodčí: Juan Carlos Loustau |

### Finále
| 1. října 1988                        |                |             |                                                                 |
| Sovětský svaz                        | 2 : 1 (prodl.) | Brazílie    | Olympijský stadion, Soul diváci: 74 000 rozhodčí: Gérard Biguet |
| Dobrovolskij 60' (pen.) Savičev 103' | Report         | Romário 29' | Olympijský stadion, Soul diváci: 74 000 rozhodčí: Gérard Biguet |

## Medailisté
| Zlato   | Sovětský svaz |
| Stříbro | Brazílie      |
| Bronz   | SRN           |